# UU Большой Медведицы
UU Большой Медведицы (лат. UU Ursae Majoris) — одиночная переменная звезда в созвездии Большой Медведицы на расстоянии (вычисленном из значения параллакса) приблизительно 18109 световых лет (около 5552 парсеков) от Солнца. Видимая звёздная величина звезды — от +14m до +13m.

## Характеристики
UU Большой Медведицы — пульсирующая переменная звезда типа RR Лиры (RRAB).